# Los Marines

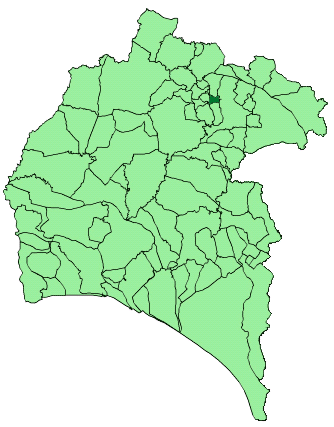
Localização de Los Marines

Los Marines é um município da Espanha na província de Huelva, comunidade autónoma da Andaluzia, de área 10 km² com população de 329 habitantes (2007) e densidade populacional de 32,63 hab/km².

## Demografia
| Variação demográfica do município entre 1991 e 2004 | Variação demográfica do município entre 1991 e 2004 | Variação demográfica do município entre 1991 e 2004 | Variação demográfica do município entre 1991 e 2004 |
| --------------------------------------------------- | --------------------------------------------------- | --------------------------------------------------- | --------------------------------------------------- |
| 1991                                                | 1996                                                | 2001                                                | 2004                                                |
| 352                                                 | 329                                                 | 325                                                 | 327                                                 |